# フェーム (映画)
『フェーム』（原題: Fame）は、1980年に製作されたアメリカ合衆国の映画。アラン・パーカー監督。2009年には、ケヴィン・タンチャローエン監督によって『Fame フェーム』としてリメイクされている。
ニューヨークに実在する「High School of Performing Arts」（舞台芸術高等学校）を舞台に、アーティストを目指す若者たちの、入学オーディションから卒業まで、演劇、音楽、ダンスの学科に分かれた数名の生徒に焦点を当てる青春映画。

## キャスト
- ココ：アイリーン・キャラ
- ブルーノ：リー・キュレーリ
- リサ：ローラ・ディーン
- ヒラリー：アントニア・フランチェスキ
- モンゴメリー：ポール・マクレーン
- ラルフ：バリー・ミラー

## 挿入歌
サウンドトラックアルバムの曲順。
1981年（第53回）のアカデミー作曲賞を受賞。
主題曲「フェーム」も同年のアカデミー歌曲賞受賞。
1. フェーム（アイリーン・キャラ）
2. アウト・ヒア・オン・マイ・オウン（同）
3. ホット・ランチ・ジャム（同）
4. ドッグス・イン・ザ・ヤード（ポール・マックレーン）
5. レッド・ライト（リンダ・クリフォード）
6. イフ・アイ・コール・ユー・マイン（ポール・マックレーン）
7. ネヴァー・アローン（ミュージック&アート・スクールのゴスペル・コーラス）
8. ラルフ・アンド・モンティ
9. ボディ・エレクトリック（ディーン、キャラ、マックレーン、パーネル、ブロッキントン）